# EAV-Triebwagen

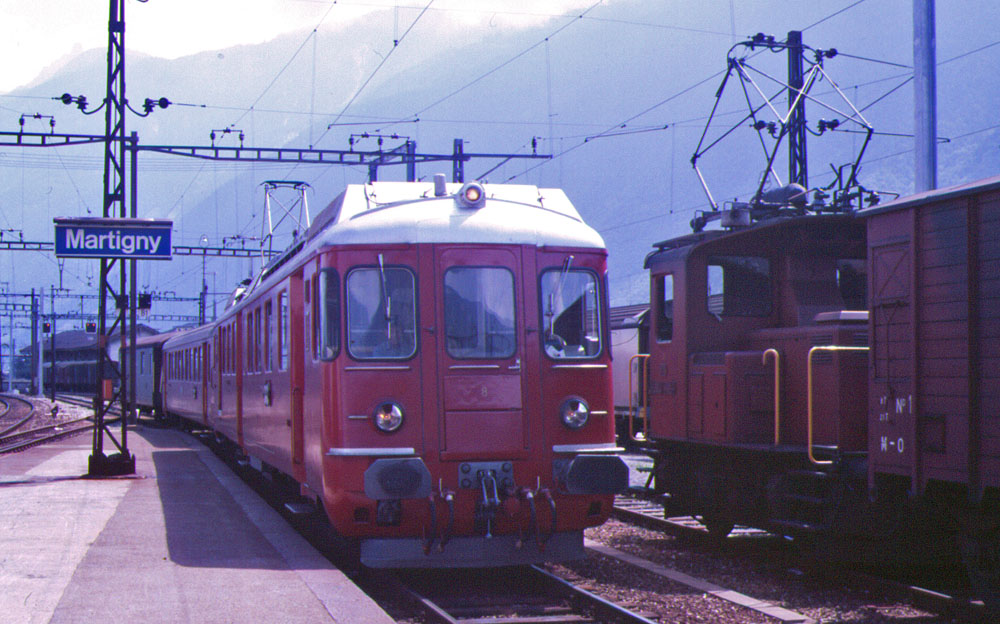
Pendelzug der MO am 20. Juli 1985 in Martigny

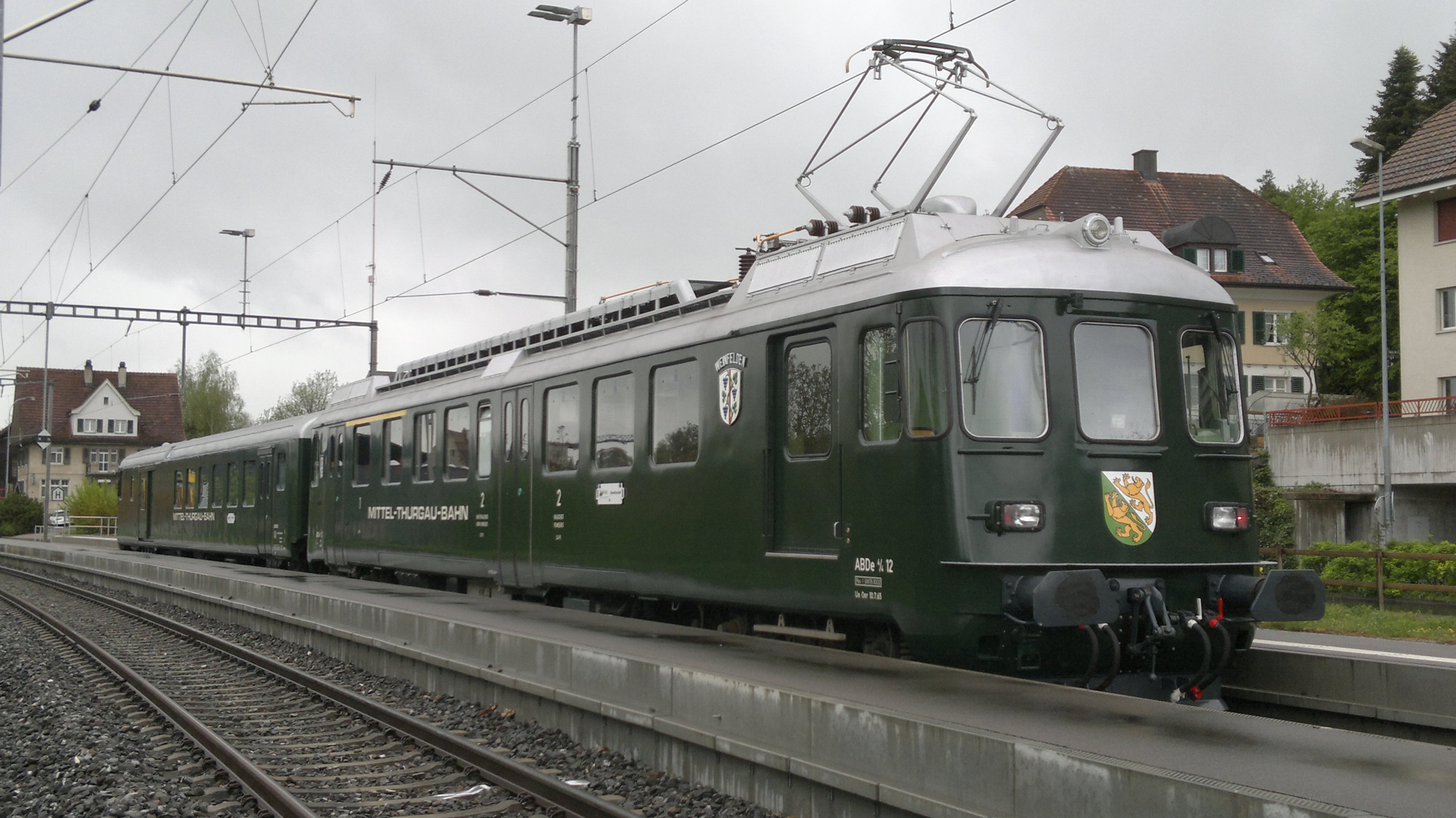
ABDe 4/4 Nr. 12 und BDt 205 des Vereins Historische Mittel-Thurgau-Bahn im Jahr 2015.

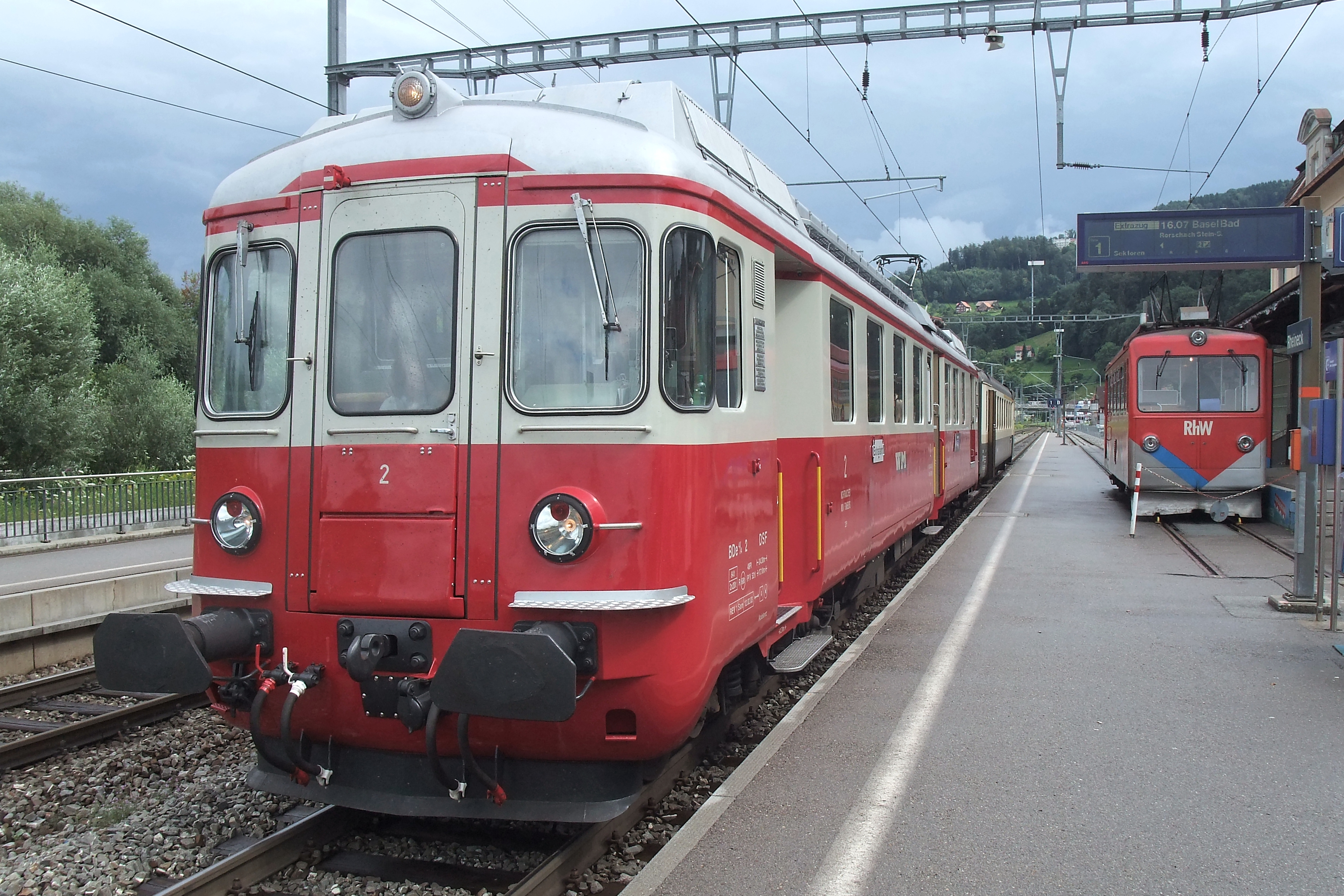
Triebwagen BDe 4/4 2 der WM

Als EAV-Triebwagen bezeichnet man die vom damaligen Eidgenössischen Amt für Verkehr (EAV), dem heutigen BAV, zwischen fünf kleineren Privatbahnen koordinierte Beschaffung von zwölf technisch gleichen Triebwagen mit leicht unterschiedlicher Einteilung des Wagenkastens.

## Geschichte
Währenddem SBB und BLS eigene Wege gingen und die grösseren Privatbahnen BT, SOB und die EBT-Gruppe den Hochleistungstriebwagen beschafften, hatten verschiedene kleinere Nebenbahnen das Bedürfnis nach einem mittelstarken universell verwendbaren Triebwagen, der als Alleinfahrer oder mit Zwischen- und Steuerwagen eingesetzt werden konnte. Dies waren:
- die Mittelthurgaubahn (MThB), welche auf ihre Elektrifizierung hin (September 1965) neue Triebfahrzeuge benötigte;
- die Wohlen-Meisterschwanden-Bahn (WM), welche auf ihre Umelektrifikation von Gleich- auf Wechselstrom hin neue Triebfahrzeuge benötigte;
- die Chemin de fer Martigny–Orsières (MO), welche ihre bei der Umelektrifikation von 8000 V 15 Hz auf 15'000 V 16 ⅔  Hz umgebauten Triebwagen von 1910 ersetzen musste[1];
- die Chemins de fer fribourgeois (GFM) und die Chemin de fer Régional du Val-de-Travers (RVT) mussten ihren Triebfahrzeugpark aus den 1940er Jahren aufstocken.

Die gemeinsame Beschaffung umfasste je zwölf Triebwagen und Steuerwagen sowie fünf Zwischenwagen.

## Konzept
Das Äussere der Triebwagen entspricht dem Standard des schweizerischen Wagenbaus Anfang der 1960er Jahre. Die gerundete Kopfform mit versenkbaren Faltenbälgen findet sich auch bei den SBB RBe 4/4, den Hochleistungstriebwagen BDe 4/4 und vielen Steuerwagen. Gegenüber den RBe 4/4 und BDe 4/4 wurde der Kasten etwas verlängert, statt 23,7 m misst er 24,3 m. Anstelle von zwei Endeinstiegen wurde ein Endeinstieg und ein Mitteleinstieg angeordnet. Der Kasten wurde wie folgt eingeteilt:
- Führerstand
- Einstieg
- 1.-Klass-Abteil (6 oder 12 Pl., WM nur 2. Klasse)
- 2.-Klass-Abteil (16, 24 oder 32 Pl.)
- WC und Einstieg
- 2.-Klass-Abteil (16 oder 24 Pl.)
- Gepäckabteil (7,3 m² oder 11,7 m²)
- Führerstand

Demgegenüber waren die Steuerwagen einheitlich mit neun Abteilen 2. Klasse und einer Wagenlänge von 23,6 m, die Zwischenwagen entsprachen vollständig der SBB-Ausführung des Einheitswagen I mit einer Wagenlänge von 23,7 m.
Die Triebdrehgestelle ähnlicher Auslegung wie jene der SBB BDe 4/4 II (Gleichstromtriebwagen) stammen von SWS und wurden mit Wechselstrom-Reihenschlussmotoren vom Typ M8-507 bestückt. Die Getriebeübersetzung beträgt 1:3.95. Der Kraftübertragung erfolgt mit einem Federantrieb. Der Triebraddurchmesser beträgt bei neuen Radreifen 1040 mm.
Der Haupt-Stufenöltranformator Typ TRBz mit radialgeblechtem Eisenkern und einer Traktions-Nennleistung von 1000 kVA (plus 50 kVA für Nebenbetriebe und 300 kVA für die Zugsheizung) ist unter dem Wagenboden aufgehängt. Der Stufenschalter ist vom Typ NU 28.
Als elektrische Bremse wurde eine Nutzbremse (Rekuperationsbremse) in Phasen-Erreger-Schaltung eingebaut, welche ohne platzraubende Bremsdrosselspule auskommt. Ihre Wirkung ist gegen unten mit 25 km/h begrenzt.
Die Triebwagen erhielten gleich wie die RBe 4/4 und Re 4/4 II eine Befehlsgebersteuerung mit Vielfachsteuerung System IIId, das mit den genannten SBB-Fahrzeugen und deren Steuerwagen kompatibel ist.

## Beschaffung
Die Beschaffung erfolgte in einer Etappe, es gab keine Nachbeschaffungen.
| Bahn      | 12 Triebwagen                    | 12 Triebwagen                    | 12 Triebwagen                    | Einteilung | 12 Steuerwagen | 12 Steuerwagen | 5 Zwischenwagen          | 5 Zwischenwagen   | Bemerkungen                                                                                      |
| --------- | -------------------------------- | -------------------------------- | -------------------------------- | ---------- | -------------- | -------------- | ------------------------ | ----------------- | ------------------------------------------------------------------------------------------------ |
| MThB      | ABDe 4/4                         | 11–15                            | 1965                             | 2-2-t-3-D  | Bt 201–202     | 1965           | — (LS ex SBB)            | —                 | grün                                                                                             |
| GFM       | ABDe 4/4                         | 171                              | 1966                             | 2-2-t-2-D  | Bt 301–303     | 1964           | B 361–362                | 1963              | grün/crème, Steuerwagen meist als Anhängewagen verwendet                                         |
| WM        | BDe 4/4                          | 1–2                              | 1966                             | 0-4-t-2-D  | Bt 11          | 1966           | — (B 26, Mitteleinstieg) | — (1948/69)       | rot/hellgrau                                                                                     |
| MO        | ABDe 4/4                         | 6–8                              | 1965                             | 1-3-t-3-D  | Bt 31–33       | 1965           | B 42 (plus B 41)         | 1963 (1962)       | rot, bestehenden ABDe 4/4 5 mit Fernsteuerung IIId ausgerüstet, B 42 noch grün/crème abgeliefert |
| RVT       | ABDe 4/4                         | 103                              | 1965                             | 2-2-t-3-D  | Bt 201–203     | 1964           | B 301–302                | 1965              | rot, bestehende ABDe 2/4 101–102 mit Fernsteuerung IIId ausgerüstet                              |
| Lieferant | SIG (Kasten), SWS (Drehgestelle) | SIG (Kasten), SWS (Drehgestelle) | SIG (Kasten), SWS (Drehgestelle) |            | SWP            | SWP            | SWP (RVT) und FFA        | SWP (RVT) und FFA | elektrischer Teil: SAAS/BBC/MFO                                                                  |

## Bilder (Auswahl)

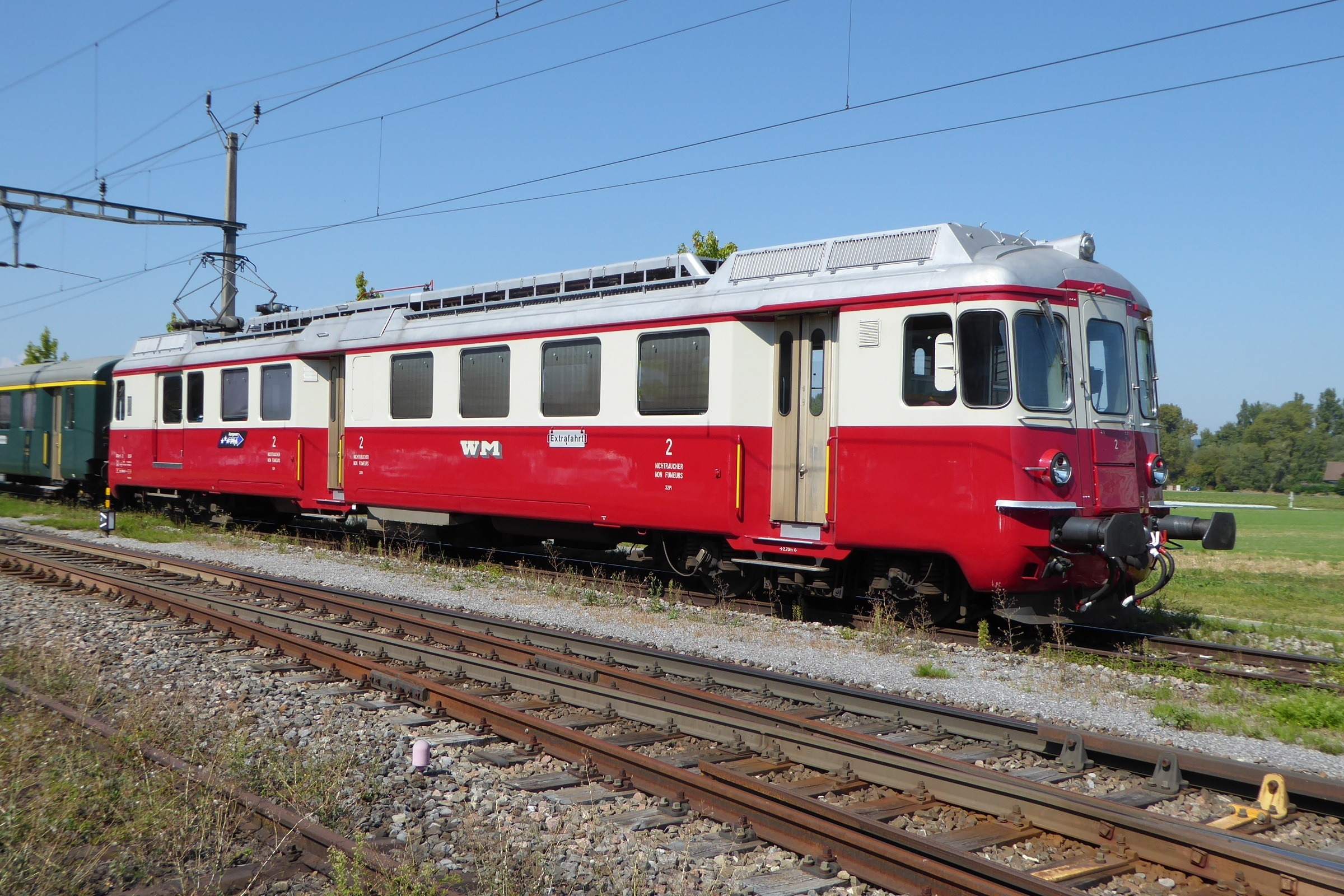
DSF BDe 4/4 2 ex WM in Tägerwilen
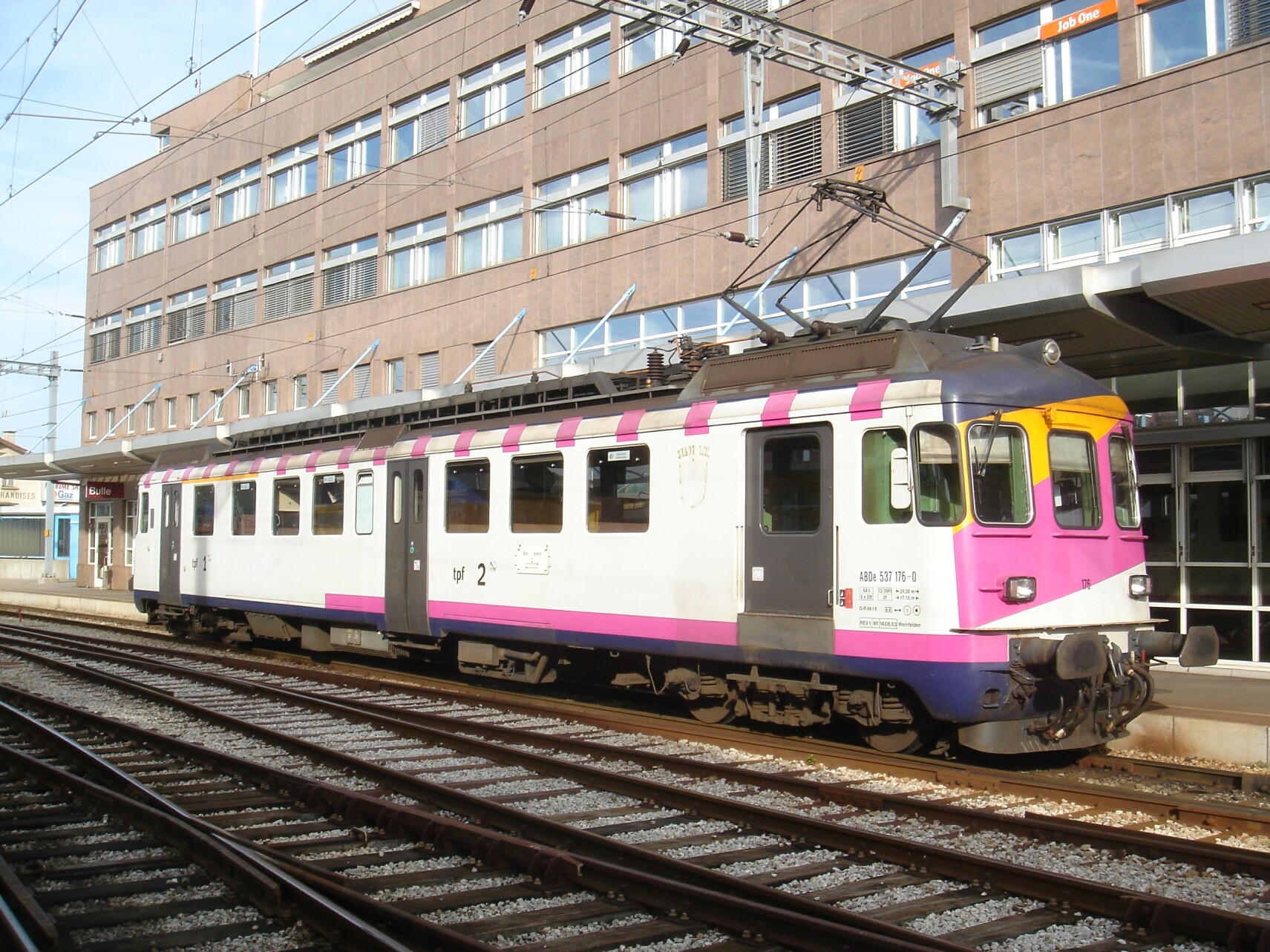
tpf ABDe 537 176 ex Thurbo ex MThB 11 in Bulle
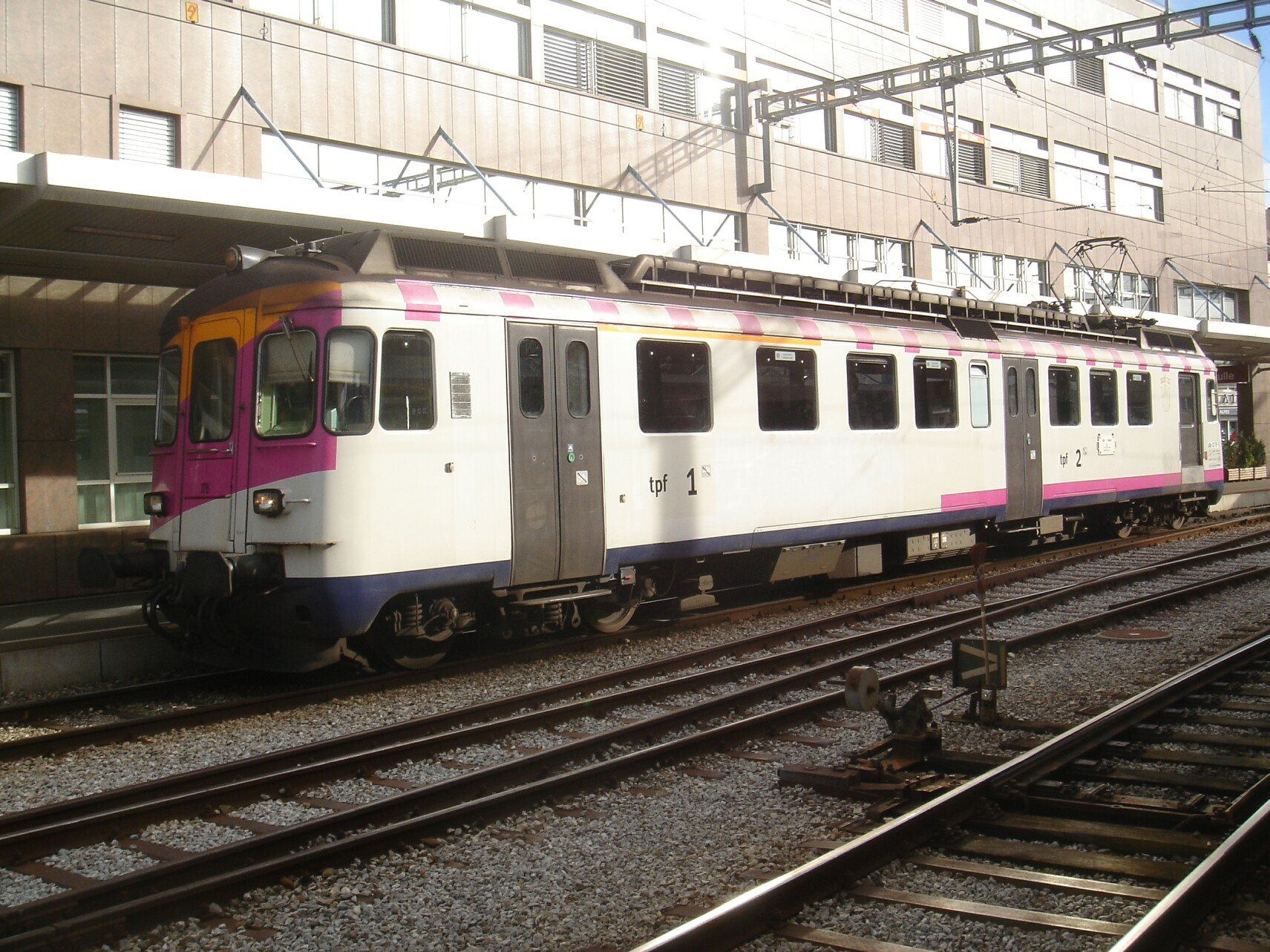
tpf ABDe 537 176 "Rückseite" mit noch vorhandenem Faltenbalg
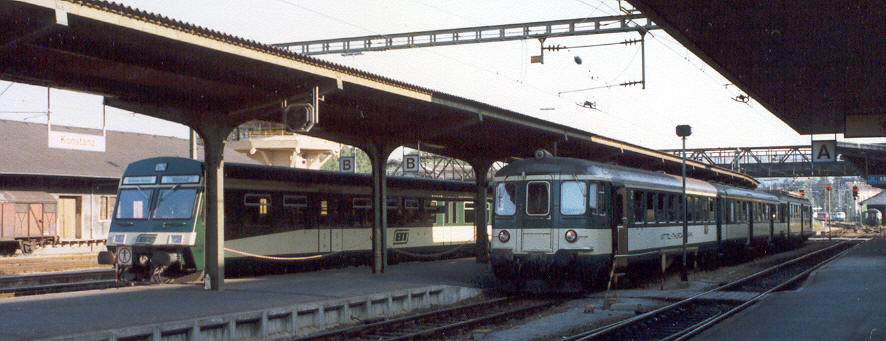
MThB Bt und ABDe 4/4 am 14. Juli 1990 in Konstanz neben BT-NPZ
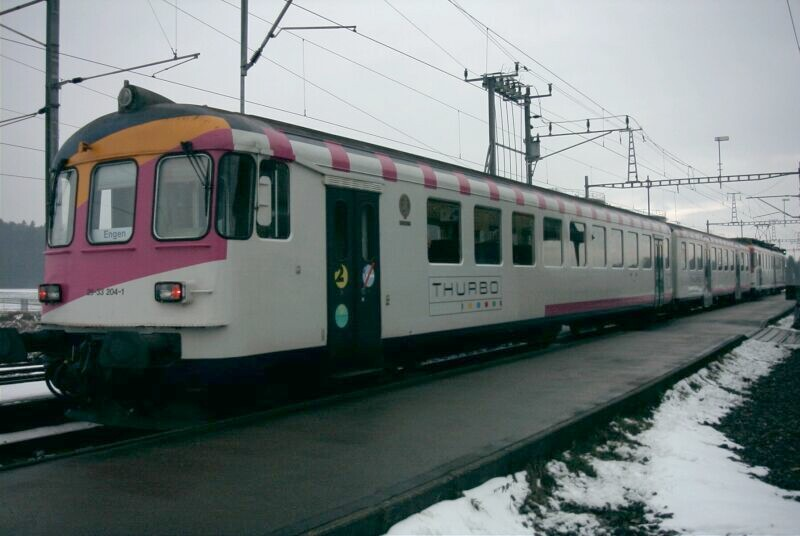
Thurbo ex MThB ex GFM Bt 204 am 16. Januar 2003 in Lengwil
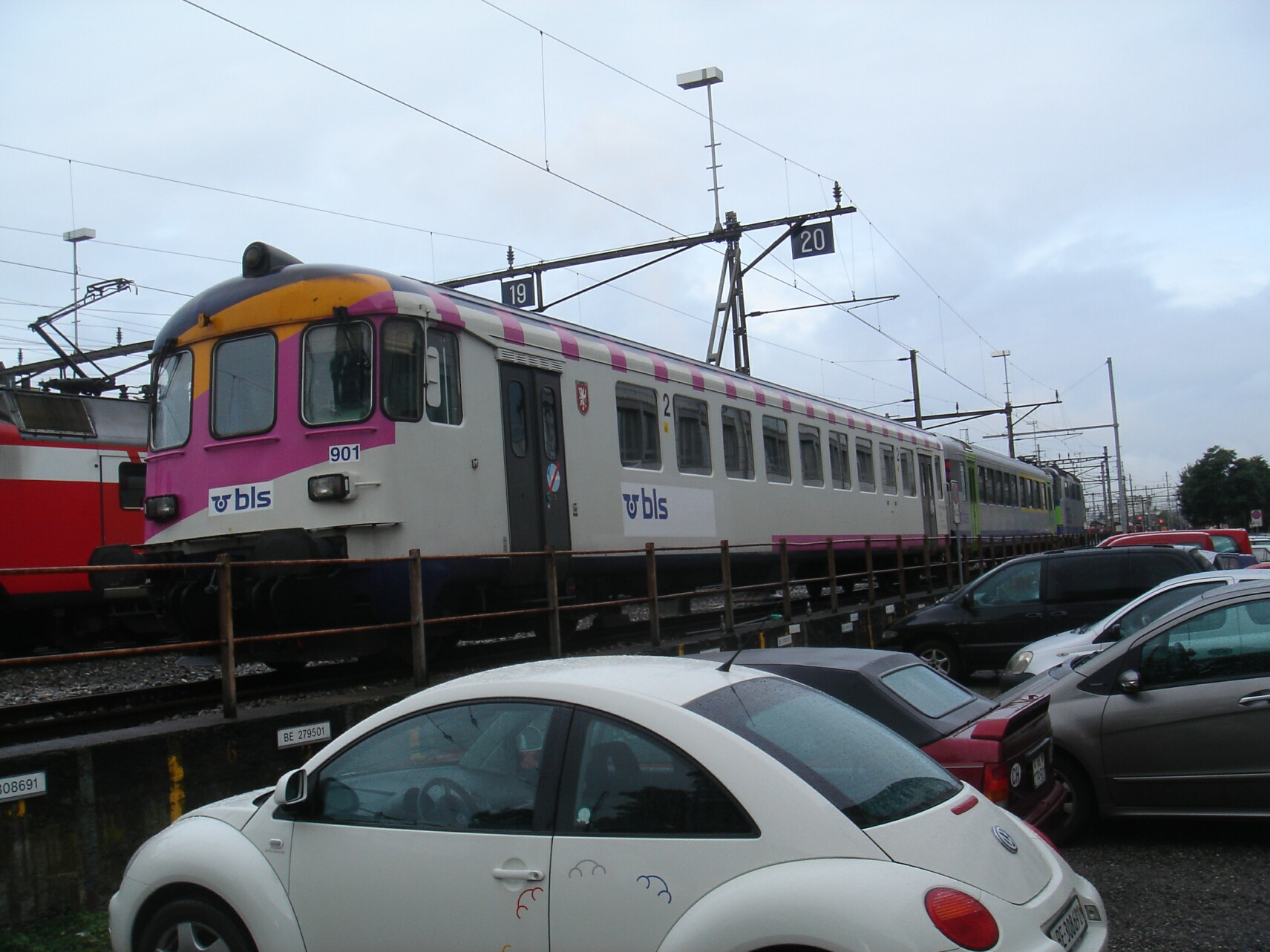
bls Bt 901 ex Thurbo ex MThB am 26. September 2006 in Thun
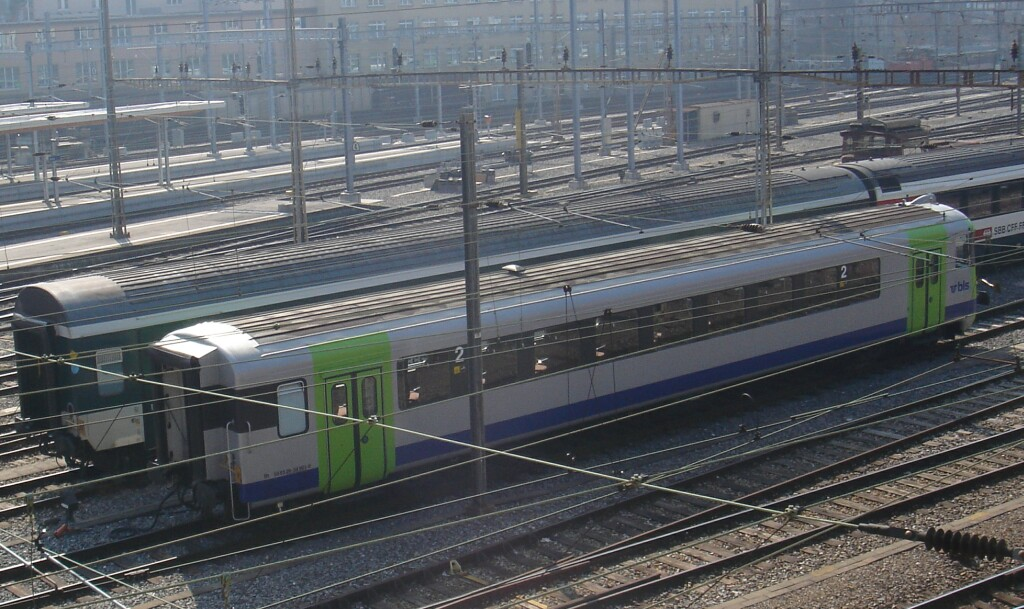
bls Bt 901 nun in silbergrünblau am 15. März 2007 in Bern
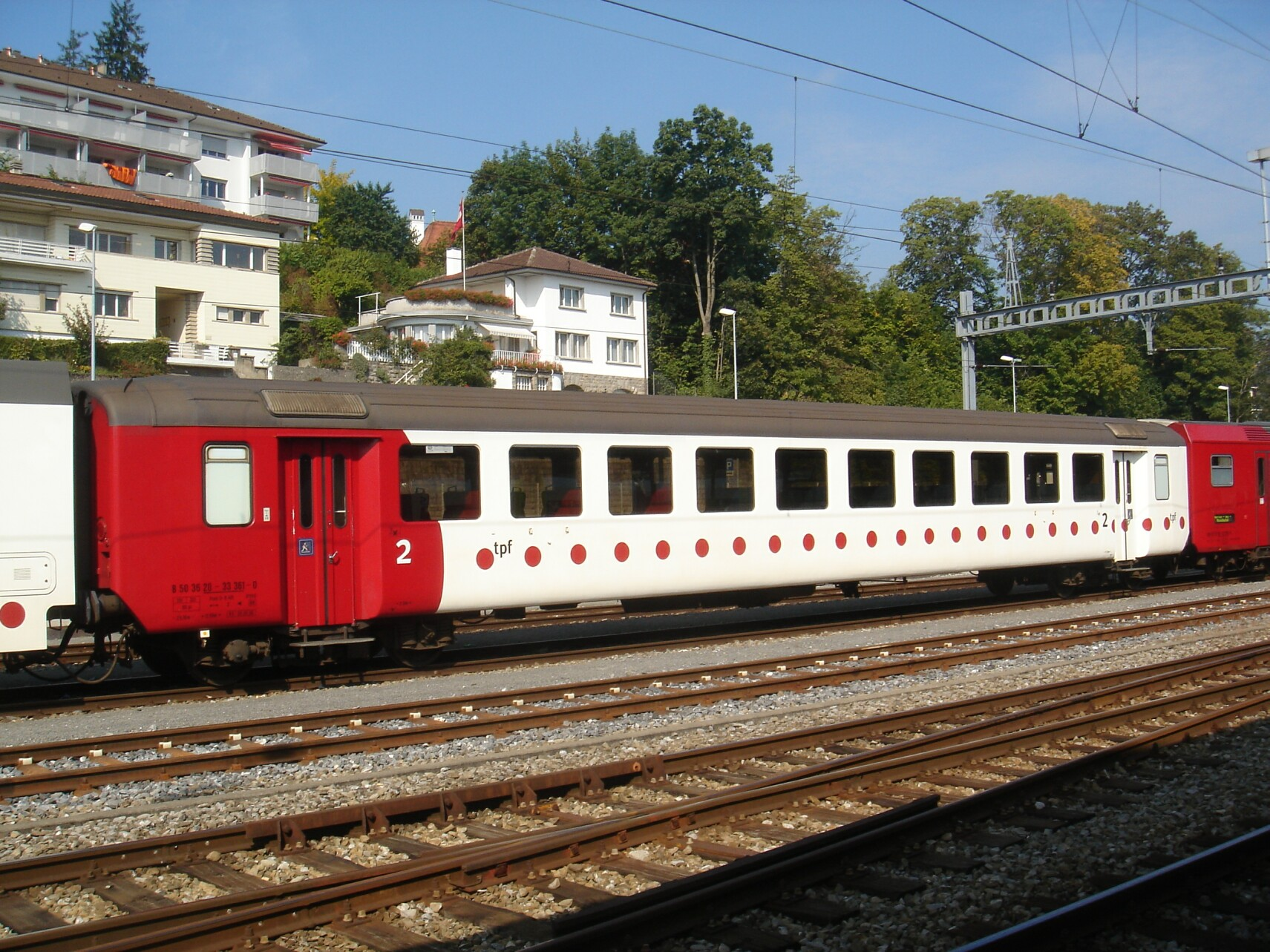
Der modernisierte B 361 am 29. September 2006 in Freiburg
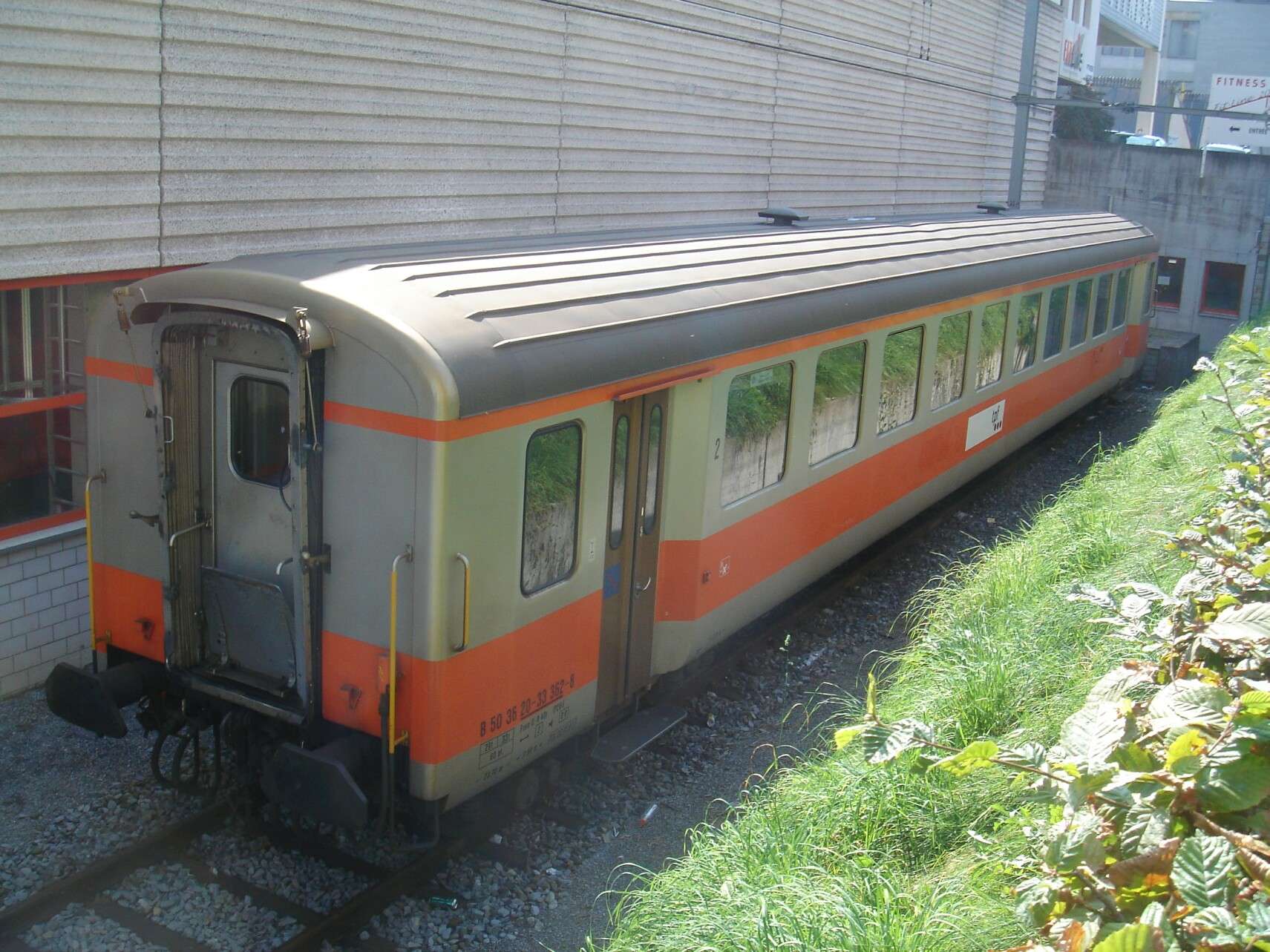
B 362 am 29. September 2006 abgestellt neben dem Depot Freiburg

## Einsatz und Eigentümerwechsel
Die Triebwagen von MThB, WM und MO bewältigten nach ihrer Inbetriebnahme einen Grossteil des Verkehrs auf ihren Heimstrecken, oft als Alleinfahrer, manchmal mit Steuerwagen und manchmal auch mit Güterwagen. Die MThB-Triebwagen kamen in Vielfachsteuerung, z. T. zwei ABDe plus eine Re 4/4 II, auch vor Ölzügen zum Einsatz. Der RVT-Triebwagen befuhr mit seinem Pendelzug auch die anschliessenden SBB-Strecken bis Neuchâtel und Pontarlier. Der GFM-Triebwagen lief auf der Strecke Freiburg–Murten–Ins, ausser im Personenverkehr oft auch im Güterverkehr, da er das stärkste Triebfahrzeug der GFM war.
Bereits 1972 setzte die erste Rochade ein, der GFM-Bt 303 ging als Bt 203 zur MThB. Die GFM übernahm dafür von den SBB den Aluminium-EW I B 20-33 720' ex 8201 als B 363. 1983, nach Ablieferung der RABDe 4/4 171-72 gingen auch der ABDe 4/4 171 mit Bt 302 als ABDe 16 und Bt 204 zur MThB. Der Triebwagen verkehrte dort noch einige Zeit im grün/crème GFM-Anstrich. Eine ähnliche Operation spielte sich bei der RVT ab, die ihren ABDe 4/4 103 1983 der MO verkaufte, wo er als Nummer 9 zum Einsatz kam. Nachdem die MO bei einer schweren Kollision ihren Bt 31 verloren hatte (die mitbeteiligten ABDe 6 und 8 konnten wieder aufgebaut werden), konnte sie 1985 als Ersatz mit gleicher Nummer den ehemaligen Bt 201 der RVT übernehmen.

## Umbauten und weitere Eigentümerwechsel
Die beiden Bt 202 und 203 der RVT sowie der GFM Bt 301, neu 372 wurden zur Fernsteuerung der neuen RABDe 4/4 104–05 und 171–72 eingerichtet. 1992 wurde RVT 104 zu GFM 173 und 1993 folgt ihm der Steuerwagen 203 als Bt 374. Den Bt 202 liess die RVT 1997 in Bönigen zum ABt 202 umbauen, dabei erhielt er auch aussenbündige Türen. 1999 wurde RVT zu TRN, 2000 GFM zu TPF und MO zu TMR. Der TPF Bt 372 mutierte 2003 zum ABt, der Bt 374 ging 2013 zusammen mit B 362 und B 366 an den DSF.
Die MThB hatte kaum die Hauptrevision mit Farbwechsel zu crème/grün ihrer 6 EAV-Triebwagen plus 4 Bt abgeschlossen, als alle Fahrzeuge für den Einsatz nach Deutschland mit Indusi auszurüsten, von Asbest zu befreien und mit aussenbündigen Türen zu versehen waren. Diese Umbauten wurden von SWG und Stadler in den Jahren 1994–96 realisiert. Als Zwischenwagen kamen bei Česká Lípa modernisierte Leichtstahlwagen ex SBB zum Einsatz und die zwei fehlenden Steuerwagen wurden durch Bt Typ NPZ ersetzt. Doch der rasante Wandel von der eher beschaulichen Nebenbahn mit Abstecher ein paar Hundert Meter über die Grenze zum grenzüberschreitend tätigen Personen- und Güterverkehrsunternehmen konnte mit unveränderten Managementkapazitäten nicht bewältigt werden, der finanziellen Führung wurde zu wenig Gewicht beigemessen. Ende 2002 wurde die MThB liquidiert, Fahrzeuge und Betrieb wurden von Thurbo, einer 90 %-Tochter der SBB, übernommen. Der Betrieb in Deutschland wurde abgetrennt und auf die SBB GmbH übertragen. Nach und nach übernahmen in der Schweiz GTW und in Deutschland FLIRT die Aufgaben, die EAV-Triebwagen wurden überzählig.
Der ehemalige GFM-Zug 16-204 wurde 2004 an die Travys verkauft, die ihn als ABDe 538 316 (94 85 7578 016-8 und 50 85 80-35 904-2) für Schülerzüge einsetzt. Die TPF brauchten für ihre Strecke Bulle–Romont einen Reservetriebwagen, aber «ihr» ehemaliger Triebwagen war bereits schon bei den Travys. Also übernahmen sie den Triebwagen 13 und setzten ihn als ABDe 537 175 in Betrieb, allerdings nicht für lange. Der Erhaltungszustand war zu schlecht und bevor die übrigen Triebwagen abgebrochen wurden, übernahmen die TPF den ABDe 536 611, der seit Juni 2006 als 537 176 im Einsatz ist. Als Steuerwagen Bt 375 kam der ehemalige Bt 303, dazwischen MThB und Thurbo Bt 203 zu seiner Ursprungsbahn zurück.
Der ABDe 536 612 wurde im August 2006 dem Verein historische MThB übergeben, die Triebwagen 14 und 15 gingen im gleichen Monat zusammen mit 537 175 ex 536 613 zum Abbruch nach Kaiseraugst. Die verbleibenden zwei Steuerwagen Bt 201-02 übernahm gleichzeitig die BLS, die sie als Verstärkungsmodule vor ihren EW-III-Pendelzügen nach Luzern und Neuchâtel einsetzt.
Die MO-Steuerwagen wurden um 1990 mit aussenbündigen Türen ausgerüstet. 2002 erhielt die TMR drei NINA. Doch ihr normalspuriges Regionalverkehrsgeschäft wurden in ein Joint-Venture mit der SBB namens RegionAlps eingebracht und die TMR-Fahrzeuge auch auf SBB-Strecken im Wallis eingesetzt, bis 2009 modernisierte SBB-NPZ den Gesamtverkehr im Rhonetal übernahmen. Der ABDe 4/4 8 wurde von der Draisinen Sammlung Fricktal (DSF) übernommen, er wurde als Ersatzteilspender für den WM BDe 4/4 2 der DSF benutzt und 2008 abgebrochen. Zurzeit sind die ABDe 4/4 6 und 9 noch betriebsfähig. Die Bt 31–33 wurden im November 2014 vom DSF-BDe 4/4 1641 in Orsières abgeholt und nach Ausbau einiger noch brauchbarer Teile dem Abbruch zugeführt.
Die WM stellte am 31. Mai 1997 den Personenverkehr ein, die beiden BDe 4/4 und der Bt wurden der SOB verkauft. Diese baute den Steuerwagen zum BDt 975 für den Voralpenexpress um, er war nach der Fusion bis Dezember 2013 als BDt 199 im Einsatz. Die beiden BDe kamen als BDe 576 490-491 z. T. mit den BDt 970-71 vornehmlich im Verkehr Biberbrugg–Einsiedeln zum Einsatz. Nach der Fusion erhielten sie die Nummern 576 041-042. Während der BDe 576 041 in der Zwischenzeit abgebrochen wurde, restaurierte die DSF den BDe 576 042 als WM BDe 4/4 2.

## Zwischenwagen
Die Zwischenwagen der MO und der GFM wurden nur für den Spitzenverkehr benötigt. Der MO B 41, der nicht aus der Gemeinschaftsbestellung stammte, kam 1999 leihweise zur GFM, die ihn 2000 als B 366 käuflich übernahm. Auch der B 42 war noch kurz bei der GFM im Einsatz, bevor er im September 2005 an den Club San Gottardo überging. Der GFM B 362 ist abgesehen vom Aussenanstrich noch im Ursprungszustand, demgegenüber wurde der B 361 2000 unter Zuhilfenahme eines verunfallten BLS-Wagens modernisiert, er erhielt eine neue Inneneinrichtung und Gummiwulste. Bis 2005 war er als AB 361 im Einsatz, wobei nach bewährter GFM-Manier einfach drei Abteile umgezeichnet wurden, ohne dass sonst etwas änderte.
Die Zwischenwagen der RVT wurden 1996 in Bönigen modernisiert und erhielten aussenbündige Türen. Der B 302 wurde aber bereits 2005 zu einem B Jumbo umgebaut. Der B 301 wechselte 2013 zusammen mit dem RBDe 567 315 und dem ABt 202 zu Travys.

## Verbleib
| Lieferjahr                                                                  | Bahn     | Wappen             | Nummer          | spätere Nummern                     | TSI-Nummer        | Halter  | Türumbau | Abbruch | Bemerkungen |
| --------------------------------------------------------------------------- | -------- | ------------------ | --------------- | ----------------------------------- | ----------------- | ------- | -------- | ------- | --- |
| 1965                                                                        | MThB     | Wil                | ABDe 4/4 11     | 536 611-7 / 537 176                 | 94 85 7 537 176-0 | CH-TPF  | 1994     |         | 2006 TPF, 2011 zum Xe 4/4 umgezeichnet, 2019 DSF und zum BDe 4/4 umgezeichnet                                    |
| 1965                                                                        | MThB     | Weinfelden         | ABDe 4/4 12     | 536 612-5                           | 94 85 7 578 012-7 | CH-MThB | 1994     |         | 2006 Verein Historische MThB                                                                                     |
| 1965                                                                        | MThB     | Kreuzlingen        | ABDe4/4 13      | 536 613-3                           |                   |         | 1994     | 2006    | |
| 1965                                                                        | MThB     | Konstanz           | ABDe 4/4 14     | 536 614-1                           |                   |         | 1994     | 2006    | |
| 1965                                                                        | MThB     | Berg               | ABDe 4/4 15     | 536 615-8                           |                   |         | 1994     | 2006    | |
| 1966                                                                        | GFM/MThB |                    | ABDe 4/4 171/16 | 536 616-6 / 538 316                 | 94 85 7 578 016-8 | CH-MThB | 1994     |         | 1983 MThB, 2004 Travys, 2018 MThB                                                                                |
| 1966                                                                        | WM       |                    | BDe 4/4 1       | 576 490 / 576 041                   |                   |         |          | 2004    | 1997 SOB |
| 1966                                                                        | WM       |                    | BDe 4/4 2       | 576 491 / 576 042                   | 94 85 7 578 042-4 | CH-DSF  |          |         | 1997 SOB |
| 1965                                                                        | MO       | Orsières           | ABDe 4/4 6      | 537 506                             | 94 85 7 578 006-9 | CH-TMR  |          |         | betriebsfähig (Stand März 2016)                                                                                  |
| 1965                                                                        | MO       | Martigny           | ABDe 4/4 7      | 537 507-6                           | 94 85 7 578 007-7 | CH-TMR  |          |         | erhielt 2008 Wappen Bagnes von Nr. 8, defekt abgestellt                                                          |
| 1965                                                                        | MO       | Bagnes             | ABDe 4/4 8      |                                     |                   |         |          | 2008    | |
| 1965                                                                        | RVT/MO   | Sembrancher (1983) | ABDe 4/4 103/9  | 537 509                             | 94 85 7 578 009-3 | CH-TMR  |          |         | 1983 an MO als Nr. 9, erhielt Wappen von Nr. 5, letzte dokumentierte Verwendung November 2014, defekt abgestellt |
| Steuerwagen                                                                 |          |                    |                 |                                     |                   |         |          |         | |
| 1965                                                                        | MThB     | Märwil             | Bt 201          | 50 46 29-33 201-7 50 63 29-34 901-0 | 50 85 80-35 901-8 | CH-SBBI | 1994 G   | 2018    | 2006 an BLS, 2016 an SBBI                                                                                        |
| 1965                                                                        | MThB     |                    | Bt 202          | 50 46 29-33 202-5 50 63 29-34 902-  | 50 85 80-35 902-6 | CH-SBBI | 1994 G   | 2018    | 2006 an BLS, 2016 an SBBI                                                                                        |
| 1964                                                                        | GFM      |                    | Bt 303          | 50 46 29-33 203-3 50 36 29-33 375   |                   |         | 1994 G   | 2013    | 1972 an MThB als Bt 203, 2005 an TPF                                                                             |
| 1964                                                                        | GFM      |                    | Bt 302          | 50 46 29-33 204-1 50 34 29-33 204-5 | 50 85 80-35 904-2 | CH-MThB | 1994 G   |         | bei MThB (Bt 204) mit Name "Grenzbrigade 7" versehen, 2004 an TVYS, 2018 an MThB                                 |
| 1964                                                                        | GFM      |                    | Bt 301          | 50 36 30-33 372-5                   | 50 85 80-33 373-2 | CH-TPF  |          | 2017    | 1983 Umbau für NPZ, 2003 Umbau zu ABt, 2017 verschrottet                                                         |
| 1964                                                                        | RVT      |                    | Bt 203          | 50 36 29-33 374-4                   | 50 85 80-33 374-0 | CH-DSF  |          |         | 1983 Umbau für NPZ, 1992 an GFM                                                                                  |
| 1964                                                                        | RVT      |                    | Bt 202          | 50 35 39-33 202-6                   | 50 85 80-33 375-7 | CH-TVYS | 1997 G   |         | 1983 Umbau für NPZ, 1997 Umbau zu ABt, Gummiwulste mit Kastenverlängerung                                        |
| 1964                                                                        | RVT      |                    | Bt 201          | 50 37 20-03 031                     |                   |         | 199x     | 2015    | 1985 an MO als Bt 31 (II)                                                                                        |
| 1965                                                                        | MO       |                    | Bt 31           |                                     |                   |         |          | 1984    | Unfall |
| 1965                                                                        | MO       |                    | Bt 32           | 50 37 20-03 032                     |                   |         | 199x     | 2015    | |
| 1965                                                                        | MO       |                    | Bt 33           | 50 37 20-03 033                     |                   |         | 1994     | 2015    | |
| 1966                                                                        | WM       |                    | Bt 11           | 50 47 80-33 975-9 50 48 80-35 199-5 | 50 85 80-35 199-9 | CH-SOB  | 1999 G   | 2014    | 1999 zu BDt umgebaut                                                                                             |
| G in der Spalte Türumbau = gleichzeitig Faltenbalg durch Gummiwulst ersetzt |          |                    |                 |                                     |                   |         |          |         | |
| Zwischenwagen                                                               |          |                    |                 |                                     |                   |         |          |         | |
| 1963                                                                        | GFM      |                    | B 361           | 50 36 30-33 361-8 50 36 20-33 361-0 | 50 85 20-35 361-8 | CH-TPF  | -        | 2018    | 2000 Gummiwulste, Umzeichnung AB, 2005 wieder B, 2018 ausrangiert, Abbruch                                       |
| 1963                                                                        | GFM      |                    | B 362           | 50 36 20-33 362-8                   | 50 85 20-35 362-6 | CH-DSF  | -        |         | |
| 1962                                                                        | MO       |                    | B 41            | 50 36 20-33 366-9                   | 50 85 20-35 366-7 | CH-DSF  | -        |         | April 1999 an TPF vermietet, Oktober 2000 Kauf                                                                   |
| 1963                                                                        | MO       |                    | B 42            |                                     | 50 85 20-35 367-5 | CH-CSG  | -        |         | September 2005 an Club San Gottardo, Mendrisio                                                                   |
| 1965                                                                        | RVT      |                    | B 301           | 50 35 20-33 301-7                   | 50 85 20-35 475-6 | CH-TVYS | 1996     | 2019    | 1996 Gummiwulste, 2013 an Travys, Juni 2019 verschrottet                                                         |
| 1965                                                                        | RVT      |                    | B 302           | 50 35 20-33 302 50 35 22-33 302-3   | 50 85 22-35 631-2 | CH-TRN  | 1996     |         | 1996 Gummiwulste, 2005 Umbau zu Jumbo                                                                            |